# Osvinovský potok
Osvinovský potok je drobný horský tok v Krušných horách a Doupovských horách v okrese Karlovy Vary v Karlovarském kraji, levostranný přítok Hornohradského potoka.
Délka toku měří 5,3 km, plocha povodí činí 4,72 km².

## Průběh toku
Potok pramení v Krušných horách v nadmořské výšce 1025 metrů v horském sedle mezi vrchy Meluzína (1097 m) a Křížová hora (1030 m) asi 600 m východně od vrcholu Meluzíny.
Po celou délku toku od pramene až k soutoku si potok udržuje jižní směr. Přibližně po dvou kilometrech přitéká do přírodního parku Stráž nad Ohří. V neobydleném území se přiblíží k osadě Horní Hrad, části obce Krásný Les. Nad pravým břehem se vypínají památné stromy Buk k Osvinovu, Břek u Horního hradu a Jasan u kovárny. Zde již potok opouští Krušné hory a pokračuje v Doupovských horách. U parkoviště pod hradem Hauenštejn roste při pravém břehu alej osmi památných dubů, pojmenovaných Duby u Panské louky. Po přibližně 200 m se potok vlévá zleva do Hornohradského potoka. Přibližně poslední kilometr údolí Osvinovského potoka je součástí přírodní památky Hornohradský potok.